# Heubécourt-Haricourt
Heubécourt-Haricourt é uma comuna francesa na região administrativa da Normandia, no departamento de Eure. Estende-se por uma área de 11,89 km². Em 2010 a comuna tinha 469 habitantes (densidade: 39,4 hab./km²).